# Mal Donaghy
Malachy „Mal“ Martin Donaghy (* 13. September 1957 in Belfast) ist ein ehemaliger nordirischer Fußballspieler. Mit der nordirischen Nationalmannschaft nahm er 1982 und 1986 an der Fußball-Weltmeisterschaft teil.

## Spielerkarriere

### Luton Town (1978–1988)
Mal Donaghy wechselte im Juni 1978 aus seiner nordirischen Heimat zum englischen Zweitligisten Luton Town. Bereits in seiner ersten Saison erspielte er sich einen Stammplatz in seiner neuen Mannschaft. Luton verbesserte seine Leistungen in der zweiten Liga kontinuierlich und stieg in der Saison 1981/82 als Zweitligameister in die First Division auf. Mal Donaghy bestritt in dieser Spielzeit vierzig Ligaspiele und erzielte neun Tore. Der Aufsteiger erreichte in der Saison 1982/83 als Achtzehnter knapp den Klassenerhalt. Nach zwei Spielzeiten im unteren Mittelfeld beendete Luton die First Division 1985/86 als Tabellenneunter und steigerte diese Leistung in der Folgesaison als Siebter. Im englischen Ligapokal 1987/88 erreichte Donaghy mit seinen Mitspielern Steve Foster und Danny Wilson das Finale und gewann durch ein 3:2 gegen den FC Arsenal den ersten bedeutenden Titel in der Vereinsgeschichte von Luton Town.

### Manchester United (1988–1992)
Im Oktober 1988 wechselte der 31-jährige nach zehn Jahren in Luton für £650.000 zu Manchester United. Die seit 1986 von Alex Ferguson trainierte Mannschaft beendete die Saison 1988/89 als Elfter. Donaghy kam zumeist als linker Verteidiger zum Einsatz und bestritt dreißig Ligaspiele. In der folgenden Saison absolvierte er lediglich vierzehn Ligaspiele und spielte zwischenzeitlich auf Leihbasis für seinen alten Verein Luton Town. United erreichte in dieser Saison das Finale des FA Cup 1989/90 und gewann nach einem 3:3 nach Verlängerung im ersten Spiel das Wiederholungsspiel mit 1:0 gegen Crystal Palace. Mal Donaghy wurde für diese Partie von Alex Ferguson nicht in den Kader nominiert. Im Europapokal der Pokalsieger 1990/91 gewann Manchester durch ein 2:1 gegen den FC Barcelona den ersten Titel für eine englische Mannschaft seit 1985. Donaghy wurde dieses Mal in den Kader berufen, blieb jedoch ohne Einsatz. In der Football League First Division 1990/91 bestritt er fünfundzwanzig Spiele und beendete die Saison mit ManU als Sechster. In seiner letzten Saison in Manchester 1991/92 gewann er mit United die Vizemeisterschaft hinter Leeds United und absolvierte noch einmal zwanzig Ligaspiele. Beim Titelgewinn im Ligapokal 1991/92 (1:0 gegen Nottingham Forest) stand er nicht im Kader.

### FC Chelsea (1992–1994)
Im August 1992 wechselte Mal Donaghy mit fast 35 Jahren für £100.000 zum von Ian Porterfield trainierten FC Chelsea. In der neu gegründeten Premier League 1992/93 bestritt er vierzig Ligaspiele und erreichte mit seiner neuen Mannschaft den elften Tabellenplatz. Unter dem neuen Spielertrainer Glenn Hoddle fand sich Donaghy zeitweise im Mittelfeld wieder, ehe er seinen Stammplatz verlor und daher auch nicht im Kader für das FA Cup Finale 1994 stand. Chelsea verlor diese Partie mit 0:4 gegen Manchester United und Mal Donaghy beendete kurz darauf mit 36 Jahren seine Spielerkarriere.

### Nordirische Nationalmannschaft (1980–1994)
Mal Donaghy bestritt am 16. Mai 1980 im Alter von 22 Jahren sein erstes Länderspiel für Nordirland (1:0 gegen Schottland). Für die Fußballweltmeisterschaft 1982 in Spanien wurde er in den nordirischen WM-Kader berufen. Donaghy bestritt alle drei Vorrundenspiele und zog durch das 1:0 im dritten Spiel gegen Gastgeber Spanien in die Zwischenrunde ein. Donaghy erhielt gegen Spanien in der 62. Minute die rote Karte und verpasste daher das erste Spiel gegen Österreich (2:2). Beim 1:4 gegen Frankreich stand er wieder 90 Minuten auf dem Platz, schied jedoch mit Nordirland aus dem Turnier aus.
Vier Jahre später stand er erneut im nordirischen WM-Kader der Fußball-Weltmeisterschaft 1986 in Mexiko. Mal Donaghy bestritt erneut alle drei Vorrundenspiele, scheiterte jedoch dieses Mal nach Niederlagen gegen Spanien und Brasilien bereits in der Vorrunde. 
Bis 1994 bestritt er insgesamt einundneunzig Länderspiele, verpasste mit Nordirland jedoch eine weitere Teilnahme an einem internationalen Turnier. Damit ist er nach Pat Jennings und David Healy Rekordnationalspieler seines Landes.

## Titel und Erfolge
- Ligapokalsieger: 1988 (3:2 gegen den FC Arsenal)
- Europapokalsieger der Pokalsieger: 1991 (2:1 gegen den FC Barcelona)